# L'Autre Homme
Pour plus de détails, voir Fiche technique et Distribution.
L'Autre Homme (titre original : The Deep Blue Sea) est un film britannique réalisé par Anatole Litvak, sorti en 1955.

## Fiche technique
- Titre : L'Autre Homme
- Titre original : The Deep Blue Sea
- Réalisation : Anatole Litvak
- Scénario : Terence Rattigan d'après sa pièce
- Photographie : Jack Hildyard
- Montage : Bert Bates
- Musique : Malcolm Arnold
- Décors : Vincent Korda
- Costumes : Anna Duse et Pierre Balmain pour Vivien Leigh
- Production : Anatole Litvak et Hugh Perceval (producteur associé)
- Société de production : London Film Productions
- Distribution : Twentieth Century-Fox Film Corporation
- Pays d'origine : Royaume-Uni
- Format : Couleur (Eastmancolor) - Son : 4-Track Stereo (magnetic prints) (Western Electric Recording) | Mono (optical prints) (Western Electric Recording)
- Genre : Drame
- Durée : 96 minutes
- Dates de sortie : 
  - Royaume-Uni : 23 août 1955 (première à Londres)
  - Royaume-Uni : 17 octobre 1955 (sortie nationale)
  - États-Unis : 13 octobre 1955 (première à New York)

## Distribution
- Vivien Leigh : Hester Collyer
- Kenneth More : Freddie Page
- Eric Portman : Miller
- Emlyn Williams : Sir William Collyer
- Moira Lister : Dawn Maxwell
- Alec McCowen : Ken Thompson
- Dandy Nichols : Mme Elton
- Jimmy Hanley : Dicer Durston
- Miriam Karlin : une serveuse
- Heather Thatcher : Lady Dawson
- Bill Shine : le joueur de golf
- Brian Oulton : l'ivrogne
- Gibb McLaughlin : l'employé de bureau
- Arthur Hill : Jackie Jackson
- Sid James : un client du bar